# Malîi Trosteaneț (Velîkîi Trosteaneț), Poltava
Malîi Trosteaneț (în ucraineană Малий Тростянець) este un sat în comuna Velîkîi Trosteaneț din raionul Poltava, regiunea Poltava, Ucraina.

## Demografie
Componența lingvistică a localității Malîi Trosteaneț
     Ucraineană (98,18%)
     Rusă (1,04%)
     Alte limbi (0,52%)
Conform recensământului din 2001, majoritatea populației localității Malîi Trosteaneț era vorbitoare de ucraineană (98,18%), existând în minoritate și vorbitori de rusă (1,04%).